# Dichocrocis
Dichocrocis é um gênero de mariposa pertencente à família Crambidae.